# دیوید رایش (نسل‌شناس)
دیوید امیل رایک (زاده ۱۴ ژوئیه ۱۹۷۴)  ژن شناس نامداری است که برای پژوهش‌های خود درباره ژنتیک جمعیت انسان‌های باستان همچون مهاجرت آنها و آمیزش جمعیت، که با بررسی و واکاوی الگوهای ژنومی در سراسر جهش‌ها روی می‌دهد، نامدار شده‌است. وی استاد گروه ژنتیک دانشکده پزشکی هاروارد و دانشیار انستیتوی برود است.

## جوایز
رایچ با شناسایی و رده‌بندی در ده تن برتر مجله علمی معتبر نیچر به دلیل نقش خود در دانش به سال ۲۰۱۵ پرآوازه گشت. وی در ماه مه ۲۰۱۷ جایزه دن دیوید، جایزه آکادمی ملی علوم در زیست شناسی مولکولی را در آوریل ۲۰۱۹ و مدال داروین-والاس در ژوئن ۲۰۱۹ دریافت کرد.

## نظریه
طبق تحقیقات ایشان در زمینه های ژنتیکی-باستانشناختی، در مورد فرضیه مهاجرت اقوام هندواروپایی تبار ایشان معتقدند که اقوام هندواروپایی مردمانی قبیله‌ای بودند که در سرزمین فعلی روسیه و اوکراین زندگی می کردند و در طول تاریخ در قاره اروپا و بخش های از آسیا پراکنده شدند. به اعتقاد ایشان آنها ممکن است از سرزمین قفقاز سرچشمه گرفته باشند. ایشان اعتقاد دارند اقوام هندواروپایی نژاد حاملان هاپولگروپ های R1a و R1b بودند و اکثرا مردمان فعلی اروپا از نوادگان این اقوام هستند.

## زندگی و آموزش
رایک در یک خانواده یهودی در واشینگتن بزرگ شد؛ مادر او تووا رایک رمان‌نویس (خواهر خاخام آوی ویس) و پدرش والتر رایک، استاد دانشگاه جورج واشینگتن هستند که در جایگاه نخستین سرپرست موزه یادبود هولوکاست در ایالات متحده خدمت می‌کردند. دیوید رایش به عنوان یک دانشجو در مقطع لیسانس در کالج هاروارد در رشته جامعه‌شناسی شروع به کار کرد، ولی سپس رویکرد خود را به فیزیک و پزشکی معطوف کرد. پس از پایان کالج، او در دانشگاه آکسفورد، در اصل با هدف آماده شدن برای دانشکده پزشکی شرکت کرد. در سال ۱۹۹۹ دانشنامه دکترای فلسفه را برای پژوهش با سرپرستی دیوید گلدشتاین دریافت نمود.

## پژوهش
وی لیسانس فیزیک خود را از دانشگاه هاروارد و دکترای جانورشناسی را از دانشگاه آکسفورد، کالج سنت کاترین دریافت کرد. وی در سال ۲۰۰۳ به دانشکده پزشکی هاروارد پیوست. هم اینک استاد گروه ژنتیک دانشکده پزشکی هاروارد و همکارانستیتوی برود است، که پژوهش‌های آن ژنوم انسان را با شامپانزه‌ها، نئاندرتال‌ها و دنیسووان‌ها می‌سنجد.
تحقیقات ژنتیک رایش در درجه اول بر یافتن الگوهای ژنتیکی پیچیده‌ای است که پیدایش واکنش به بیماری‌های فراگیر در میان جمعیت‌های بزرگ می‌شود، و نه یافتن نقص‌های ژنتیکی خاص وابسته به بیماری‌های نسبتاً نادر.

## ترجمه به زبان فارسی
از شناخته‌ شده‌ ترین کتاب وی تا کنون تنها یک ترجمه به زبان فارسی در دسترس است: ژنوم انسان از گذشته تا امروز؛ کیستیم و از کجاییم ترجمه هما ضرابی‌زاده و هانیه ضرابی‌زاده، ۳۰۸ صفحه، چاپ موسسه فرهنگی هنری دیباگران تهران، شابک: ۹۷۸۶۲۲۲۱۸۳۵۷۸ 